# Canton d'Amiens-7
Le canton d'Amiens-7 est une division administrative française du département de la Somme.

## Histoire
Un nouveau découpage territorial de la Somme entre en vigueur à l'occasion des premières élections départementales suivant le décret du 26 février 2014. Les conseillers départementaux sont, à compter de ces élections, élus au scrutin majoritaire binominal mixte. Les électeurs de chaque canton élisent au Conseil départemental, nouvelle appellation du Conseil général, deux membres de sexe différent, qui se présentent en binôme de candidats. Les conseillers départementaux sont élus pour 6 ans au scrutin binominal majoritaire à deux tours, l'accès au second tour nécessitant 12,5 % des inscrits au 1er tour. En outre la totalité des conseillers départementaux est renouvelée. Ce nouveau mode de scrutin nécessite un redécoupage des cantons dont le nombre est divisé par deux avec arrondi à l'unité impaire supérieure si ce nombre n'est pas entier impair, assorti de conditions de seuils minimaux. Dans la Somme, le nombre de cantons passe ainsi de 46 à 23.
Le canton d'Amiens-7 est formé de communes des anciens cantons d'Amiens 7e (Sud-Ouest) (1 commune) et de Boves (3 communes) et d'une fraction de la commune d'Amiens. Il est entièrement inclus dans l'arrondissement d'Amiens. Le bureau centralisateur est situé à Amiens.

## Représentation
| Période élective | Période élective | Mandat | Mandat   | Identité        | Nuance | Nuance | Qualité |
| ---------------- | ---------------- | ------ | -------- | --------------- | ------ | ------ | --- |
| 2015             | 2021             | 2015   | 2021     | Margaux Delétré |        | LR     | Adjointe au Maire d'Amiens                                                                                               |
| 2015             | 2021             | 2015   | 2021     | Olivier Jardé   |        | UDI    | Professeur de chirurgie Adjoint au Maire d'Amiens (depuis 2020) Ancien conseiller général du Canton de Boves (1994-2015) |
| 2021             | 2028             | 2021   | en cours | Margaux Delétré |        | LR     | Conseillère municipale d’Amiens Vice-présidente de la communauté d'agglomération Amiens Métropole (depuis 2020) )        |
| 2021             | 2028             | 2021   | en cours | Olivier Jardé   |        | DVD    | Professeur de chirurgie Adjoint au Maire d'Amiens (depuis 2020) Membre des Centristes                                    |

### Résultats détaillés

#### Élections de mars 2015
| Candidats            | Candidats                 | Partis      | Partis      | Premier tour | Premier tour | Second tour | Second tour |
| Candidats            | Candidats                 | Partis      | Partis      | Voix         | %            | Voix        | %           |
| -------------------- | ------------------------- | ----------- | ----------- | ------------ | ------------ | ----------- | ----------- |
| 1                    | Margaux Delétré           |             | UMP         | 2 777        | 37,00        | 4 934       | 71,37       |
| 1                    | Olivier Jardé*            |             | UDI         | 2 777        | 37,00        | 4 934       | 71,37       |
| 2                    | Marie-Claire Bouvet       |             | FN          | 1 887        | 25,14        | 1 979       | 28,63       |
| 2                    | Paul Bouvier              |             | FN          | 1 887        | 25,14        | 1 979       | 28,63       |
| 3                    | Karine Messager           |             | PS          | 1 794        | 23,90        |             |             |
| 3                    | Jean-Pierre Tétu*         |             | EELV        | 1 794        | 23,90        |             |             |
| 4                    | Anne-Marie Guétemme-Théry |             | FG          | 629          | 8,38         |             |             |
| 4                    | Olivier Titrent           |             | FG          | 629          | 8,38         |             |             |
| 5                    | Valérie Lesourd Cadren    |             | MoDem       | 419          | 5,58         |             |             |
| 5                    | Xavier Staes              |             | MoDem       | 419          | 5,58         |             |             |
|                      |                           |             |             |              |              |             |             |
| Inscrits             | Inscrits                  | Inscrits    | Inscrits    | 15 569       | 100,00       | 15 566      | 100,00      |
| Abstentions          | Abstentions               | Abstentions | Abstentions | 7 760        | 49,84        | 7 855       | 50,46       |
| Votants              | Votants                   | Votants     | Votants     | 7 809        | 50,16        | 711         | 49,54       |
| Blancs               | Blancs                    | Blancs      | Blancs      | 209          | 2,68         | 559         | 7,25        |
| Nuls                 | Nuls                      | Nuls        | Nuls        | 94           | 1,20         | 239         | 3,10        |
| Exprimés             | Exprimés                  | Exprimés    | Exprimés    | 7 506        | 96,12        | 6 913       | 89,65       |
| * conseiller sortant |                           |             |             |              |              |             |             |

Olivier Jardé, ex-UDI, est membre du parti Les Centristes.

#### Élections de juin 2021
Le premier tour des élections départementales de 2021 est marqué par un très faible taux de participation (33,26 % au niveau national). Dans le canton d'Amiens-7, ce taux de participation est de 32,54 % (5 208 votants sur 16 005 inscrits) contre 36,82 % au niveau départemental. À l'issue de ce premier tour, deux binômes sont en ballottage : Margaux Delétré et Olivier Jardé (Union au centre et à droite, 44,68 %) et Dominique Gamain et Laure Vincent (Union à gauche avec des écologistes, 20,08 %),.
Le second tour des élections est marqué une nouvelle fois par une abstention massive équivalente au premier tour. Les taux de participation sont de 34,36 % au niveau national, 36,7 % dans le département et 32,48 % dans le canton d'Amiens-7. Margaux Delétré et Olivier Jardé (Union au centre et à droite) sont élus avec 61,22 % des suffrages exprimés (2 965 voix pour 5 201 votants et 16 014 inscrits),,,.

## Composition
| Nom                            | Code Insee | Intercommunalité    | Superficie (km2) | Population (dernière pop. légale)                 | Densité (hab./km2) | Modifier                                    |
| ------------------------------ | ---------- | ------------------- | ---------------- | ------------------------------------------------- | ------------------ | ------------------------------------------- |
| Amiens (bureau centralisateur) | 80021      | CA Amiens Métropole | 49,76            | Fraction : 18 919 (2022) Commune : 134 780 (2022) | 2 709              | modifier les données · modifier les données |
| Pont-de-Metz                   | 80632      | CA Amiens Métropole | 7,69             | 2 440 (2022)                                      | 317                | modifier les données · modifier les données |
| Saleux                         | 80724      | CA Amiens Métropole | 8,02             | 2 767 (2022)                                      | 345                | modifier les données · modifier les données |
| Salouël                        | 80725      | CA Amiens Métropole | 4,28             | 4 188 (2022)                                      | 979                | modifier les données · modifier les données |
| Vers-sur-Selle                 | 80791      | CA Amiens Métropole | 11,18            | 862 (2022)                                        | 77                 | modifier les données · modifier les données |
| Canton d'Amiens-7              | 8012       |                     |                  | 29 176 (2022)                                     |                    | modifier les données                        |

Le canton d'Amiens-7 comprend :
1. quatre communes,
2. la partie de la commune d'Amiens non incluse dans les cantons d'Amiens-1, d'Amiens-2, d'Amiens-3, d'Amiens-4, d'Amiens-5 et d'Amiens-6.

## Démographie
En 2022, le canton comptait 29 176 habitants, en évolution de +5,41 % par rapport à 2016 (Somme : −1,26 %, France hors Mayotte : +2,11 %).
| 2013   | 2018   | 2022   |
| ------ | ------ | ------ |
| 27 044 | 27 870 | 29 176 |